# William B. Taylor junior

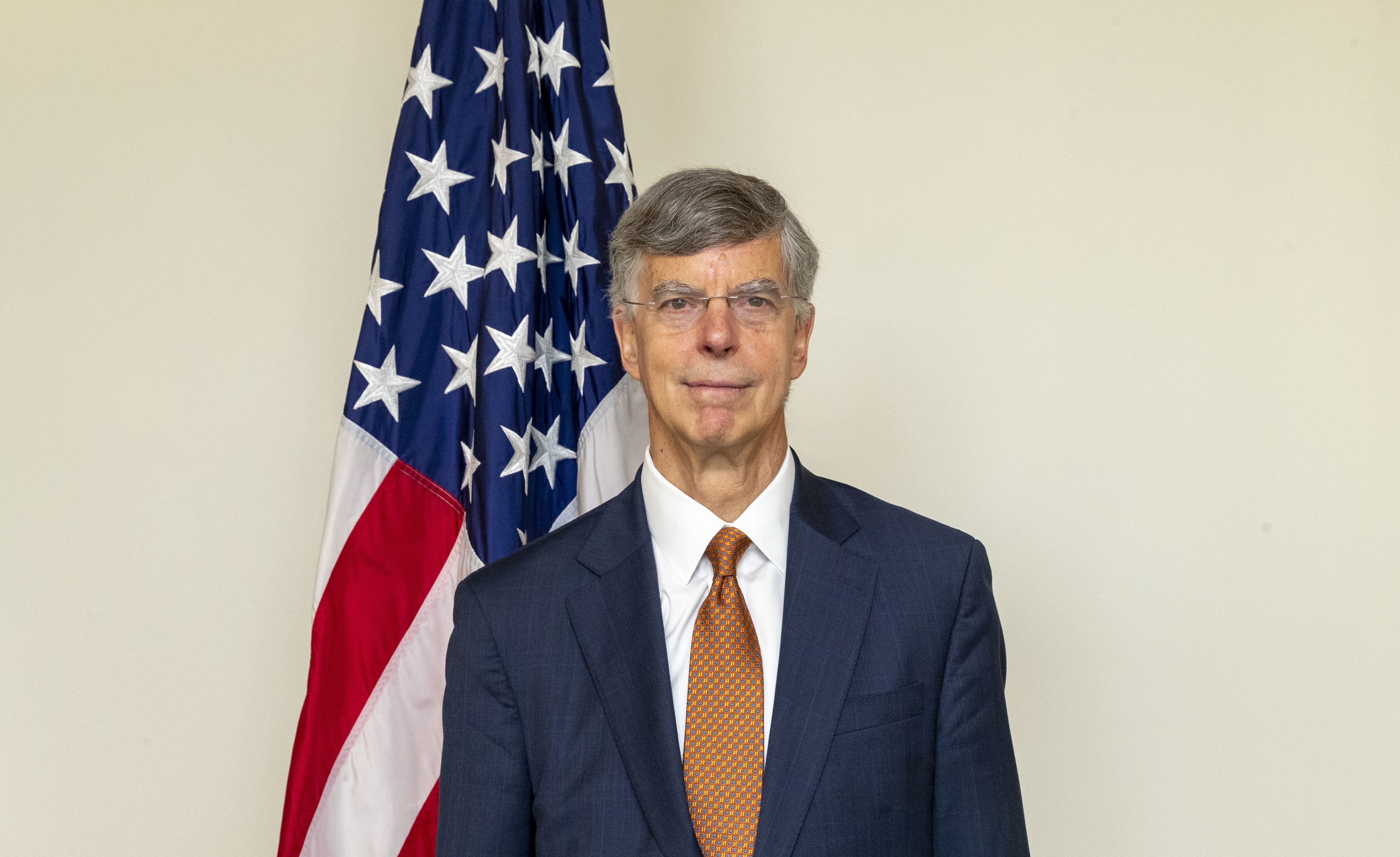
William B. Taylor

William Brockenbrough Taylor junior (* 1947) ist ein US-amerikanischer Diplomat. Er war zwischen Juni 2019 und Januar 2020 Geschäftsträger der amerikanischen Botschaft in Kiew. Er hatte zwischen 2006 und 2009 das Amt des Botschafters der Vereinigten Staaten in der Ukraine bereits tatsächlich innegehabt.

## Leben
William B. Taylor wurde 1947 als eines der fünf Kinder von William Brockenbrough Newton Taylor (1925–2011) und dessen Ehefrau Nancy Dare (geb. Aitcheson) (1925–2015) geboren.
Der Vater war Direktor für Forschung und Entwicklung des United States Army Corps of Engineers (USACE) und arbeitete u. a. am Apollo-Programm mit.
Wie sein Vater absolvierte Taylor die United States Military Academy in West Point  und schloss sie 1969 unter den besten ein Prozent seiner Klasse ab. Das folgende Studium an der Kennedy School of Government der Harvard-Universität beendete er mit einem Master of Public Policy.
Anschließend diente er als Infanterie-Zugführer und Kommandeur der US-Armee in Vietnam und in Deutschland. Später war er Mitarbeiter des Senators Bill Bradley.
Er diente in Jerusalem als Vertreter der US-Regierung für das Nahost-Quartett, war von 2002 bis 2003 in Kabul Sonderkoordinator des US-Außenministeriums für die internationale und amerikanische Hilfe für Afghanistan und beaufsichtigte den Wiederaufbau im Irak in den Jahren 2004 und 2005. Zudem koordinierte er in den Jahren 1992 bis 2002 die US-amerikanische Unterstützung für die ehemalige Sowjetunion und Osteuropa. Vom 30. Mai 2006 bis zum 23. Mai 2009 war er der Botschafter der Vereinigten Staaten in der Ukraine. Zuletzt war er als Executive Vice President am United States Institute of Peace tätig und Senior Advisor des amerikanisch-ukrainischen Business Council. Nachdem die amerikanische Botschafterin in der Ukraine, Marie L. Yovanovitch, im Mai 2019 abberufen worden war, übernahm Taylor am 18. Juni 2019 als Geschäftsträger deren Funktion.

### Ukraine-Affäre
Im Zuge von Vorermittlungen zu einem möglichen Amtsenthebungsverfahren (Impeachment inquiry) gegen Donald Trump aufgrund der Ukraine-Affäre sagte er am 22. Oktober 2019 aus, Trump habe zugesagte Militärhilfen an die Ukraine zurückgehalten, bis der ukrainische Präsident Selenskyj zustimme, gegen Joe und Hunter Biden zu ermitteln. Taylor berichtete über ein Telefonat mit Gordon Sondland, in dem Trump Sondland mitteilte, er wolle, dass Selenskyj öffentlich eine Untersuchung der Ukraine gegen Burisma Holdings und eine angebliche Einmischung der Ukraine in die Präsidentschaftswahl 2016 verkünde. Sondland habe außerdem gesagt, alles sei abhängig von einer solchen Verkündung, auch die militärische Sicherheitsunterstützung. Taylor sagte ferner aus, ihm sei seit Mitte Juli klar gewesen, ein Treffen zwischen Selenskyj und Trump habe unter der Bedingung einer Ermittlung gegen Burisma gestanden, und diese Bedingung sei von Rudy Giuliani angetrieben worden. Medienberichte werten diese Aussagen als Bestätigung eines Quid pro quo. Die Abgeordnete Debbie Wasserman Schultz kommentierte, man könne durch Taylors Aussage zu keiner anderen Schlussfolgerung kommen, als dass Trump seine Macht missbraucht habe.